# Обсерватория WIYN
Обсерватория WIYN (англ. WIYN Observatory) — обсерватория, владельцем и оператором которой является консорциум WIYN. 3,5-метровый телескоп обсерватории — новейший и второй по величине телескоп на Китт-Пик в Аризоне. Большую часть капитальных затрат обсерватории профинансировали Висконсинский университет в Мадисоне, Индианский университет в Блумингтоне и Йельский университет, в то время как Национальная обсерватория оптической астрономии (NOAO) обеспечивает большинство операционных услуг.

## КонсорциумWIYN
Консорциум WIYN (англ. WIYN Consortium, акроним от University of Wisconsin–Madison—Indiana University Bloomington—Yale University—NOAO) состоит из Висконсинского университета в Мадисоне, Индианского университета в Блумингтоне, Йельского университета и Национальной обсерватории оптической астрономии (NOAO).  Консорциум управляет двумя телескопами диаметром 3,5 м и 0,9 м.
Университеты профинансировали строительство Обсерватории WIYN в Национальной обсерватории Китт-Пик (KPNO) в Аризоне в 1994 году.
В 2001 году консорциум получил контроль над  0,9-метровым телескопом Национальной обсерватории Китт-Пик, построенным в 1960 году, который был назван 0,9-метровым телескопом WIYN.